# Pidonia obfuscata
Pidonia obfuscata är en skalbaggsart som beskrevs av Holzschuh 1991. Pidonia obfuscata ingår i släktet Pidonia och familjen långhorningar. Inga underarter finns listade i Catalogue of Life.